# 深圳南山海岸城
深圳南山海岸城（英语：Nanshan Coastal City）是位于深圳市南山区粤海街道的综合性商业、商务中心，由海岸城写字楼、海岸城购物中心和深圳湾大街组成。开发商为深圳市海岸投资集团有限公司，总投资约20亿元人民币，总建筑面积约为30万平方米。其中海岸城购物中心建于2007年，是南山区后海片区最早的大型购物中心。
海岸城与天利中央广场、天利名城、保利文化广场、凯宾斯基酒店等组成南山商业文化中心区，总面积为135万平方米，是南山区最大的城市综合体。由于海岸城对后海商业发展起到的带领作用，海岸城亦成为该商圈的代名词。

## 发展历史
2004年，深圳海岸集团公司参与竞投南山后海商业地块，与保利、天利等公司计划建造南山区新的商业文化区。
2005年，天利中央广场建成。2007年，海岸城正式建成开业，是当时深圳西部最大的商业综合体。同年，保利文化广场建成。
2018年，海岸城邀请建筑设计公司由美国凯里森建筑事务所（CallisonRTKL）对购物中心建筑外立面和室内公共区域进行整体提升改造。

## 建筑布局
海岸城紧邻后海大道、后海滨路、海德一道等城市主干道，整体空间布局分为上下两层，一层与文心一至七路、海德二道等城市支路交叉连通，二层为高架步行街深圳湾大街，贯穿购物中心和周边写字楼等，常聚集大量客流，实行人车分流。
其采用“双广场”设计，其中购物中心内退与写字楼在二层形成北广场，设有舞台和大屏幕，是举行演出活动的主要场所；南广场位于海岸城购物中心和保利文化广场南面一层，设有水池景观，人流相对较少。

### 海岸城购物中心
海岸城购物中心建筑呈L型，有地上5层，地下2层，总建筑面积达12万平方米。其以轻奢产品为定位，是南山商业文化中心区的核心区域。三楼是海岸集团经营的海岸影城。

### 海岸城写字楼
海岸城写字楼包括海岸城东座和海岸城西座，办公部分总面积约14万平方米。海岸城东座写字楼东侧紧邻凯宾斯基酒店，南侧为保利文化广场，高100米；西座写字楼临海岸城购物中心，高155米。

### 保利文化广场
保利文化广场位于海岸城购物中心东侧，由深圳市保利文化广场有限公司开发，建筑面积近15万平方米，三楼开设有保利国际影院。深圳保利剧院是保利文化广场的核心区域，建于2008年，建筑面积1.5万平方米，外形呈椭圆形，由中国保利集团投资开发，是北京保利剧院管理有限公司的第六家院线。

## 图集

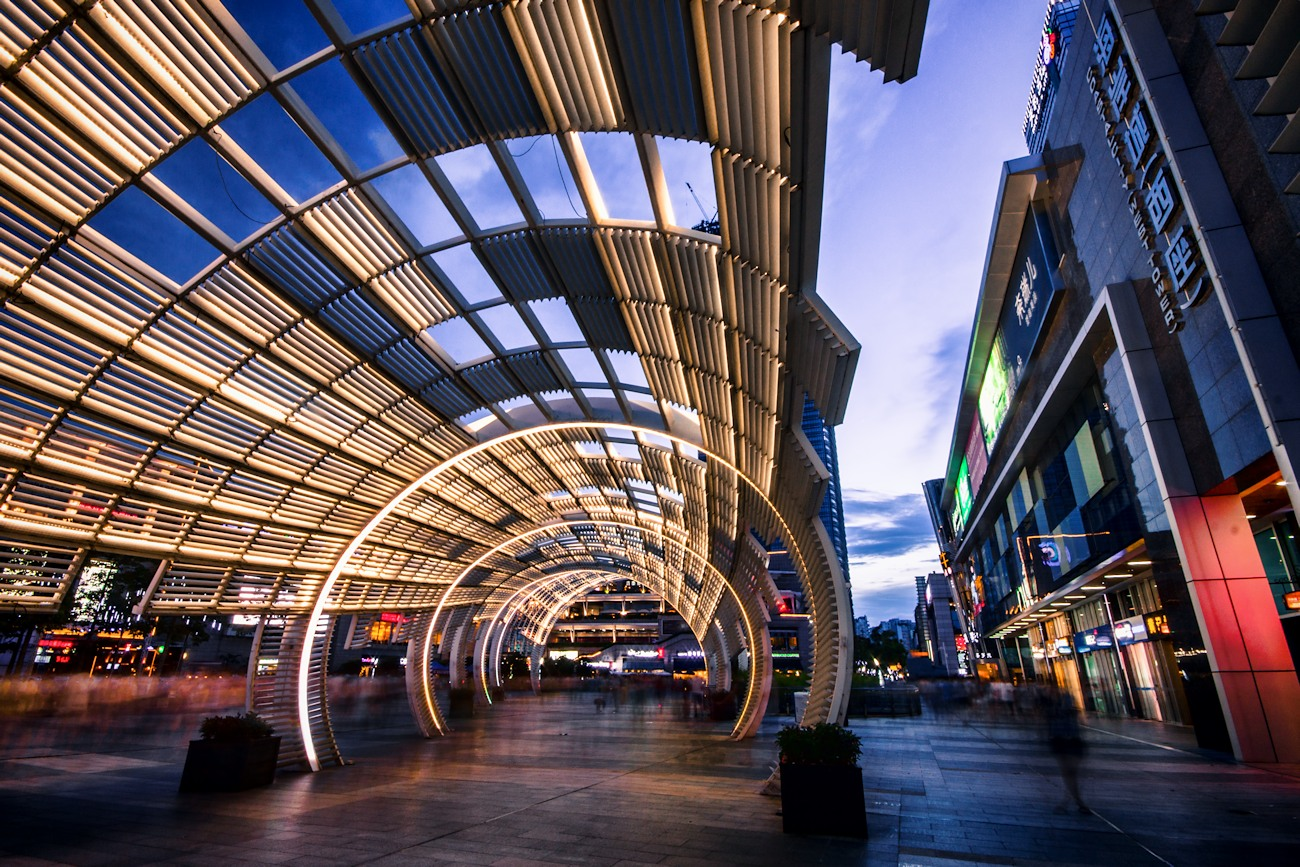
北广场上的走廊建筑
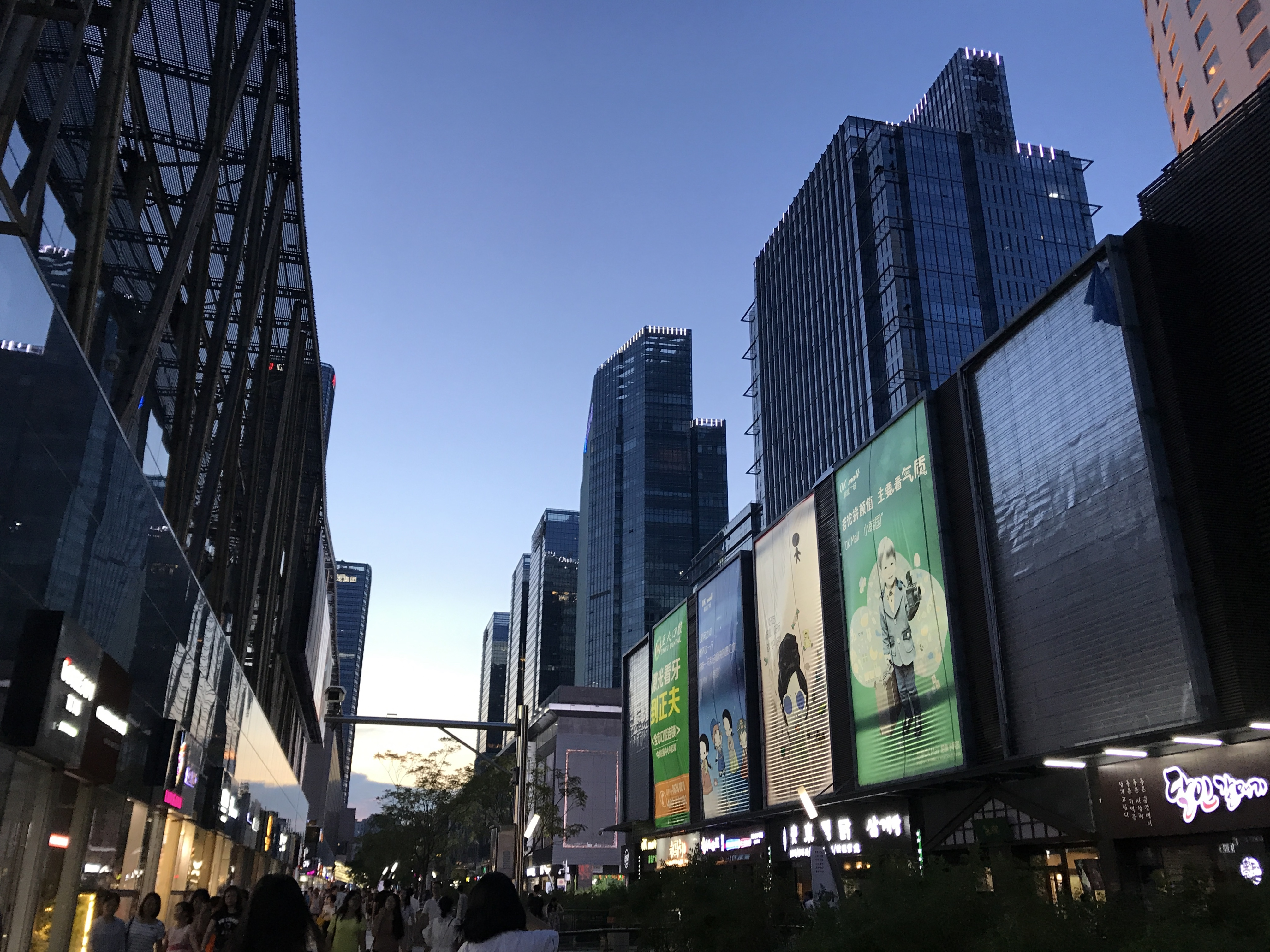
深圳湾大街夜景，左侧为保利文化广场，右侧为海岸城写字楼东座
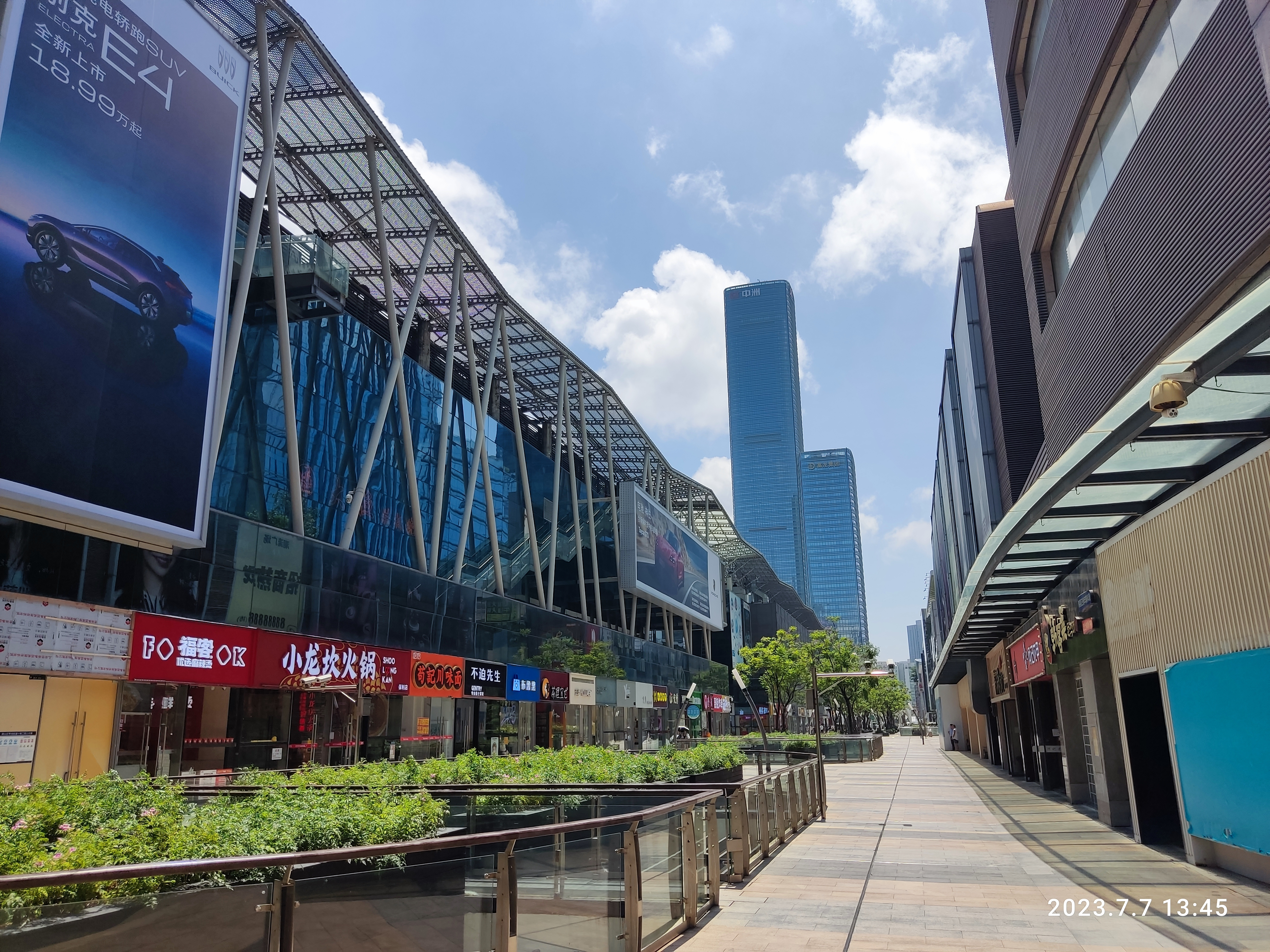
深圳湾大街，左侧为保利文化中心
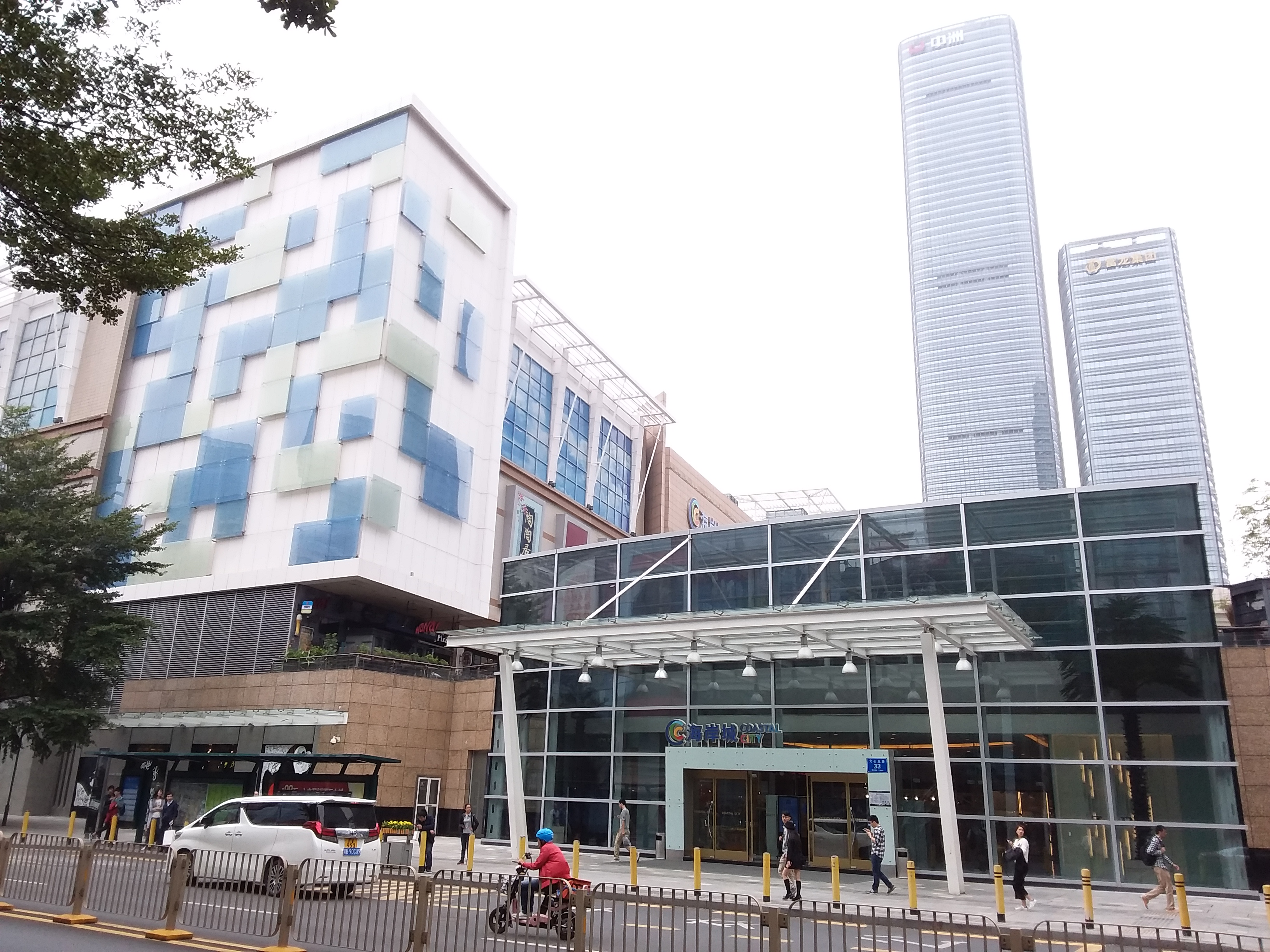
海岸城购物中心一层入口
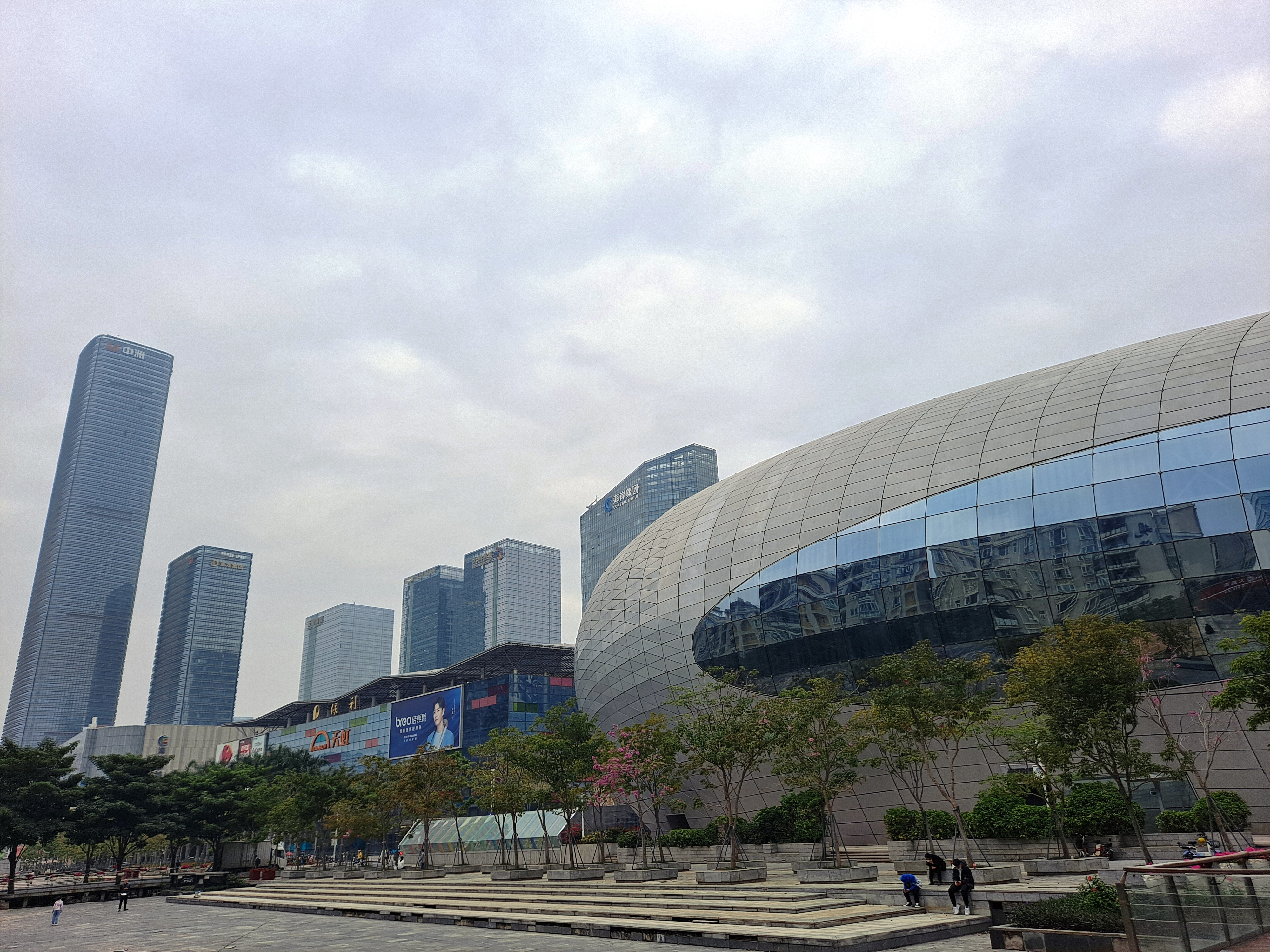
深圳保利剧院，远处是保利文化广场和海岸写字楼等